# Alien (soundtrack)
Alien is de originele soundtrack, gecomponeerd door Jerry Goldsmith voor de film Alien uit 1979 van Ridley Scott. Het album werd uitgebracht in 1979 door 20th Century Fox Records.
De partituur werd uitgevoerd door het National Philharmonic Orchestra en gedirigeerd door Lionel Newman. De muziek werd echter oorspronkelijk niet gebruikt of gehoord zoals bedoeld. De filmmuziek werd aanzienlijk ingekort voor de uitgebrachte versies van de film en er werden enkele opnames van andere bronnen toegevoegd, met name delen van Goldsmiths originele partituur voor de film Freud uit 1962 (die de hoofdtitel van die film waren, evenals de tracks "Charcot's Show" en "Desperate Case"), en het eerste deel (adagio) van Howard Hansons "Symphony No. 2, Romantic" uit 1930 voor de aftiteling van de film.
Op 15 november 2007 bracht Intrada Records dezelfde beoogde filmmuziek uit als uitgebreide uitgave, met extra alternatieve filmmuziektracks, maar ook met de originele lp-tracklijst in een 2-cd-set.

## Tracklijst
| 1.                 | Main Title       | 3:30 |
| 2.                 | The Face Hugger  | 2:32 |
| 3.                 | Breakaway        | 7:34 |
| 4.                 | Acid Test        | 4:35 |
| 5.                 | The Landing      | 4:29 |
| 6.                 | The Droid        | 4:40 |
| 7.                 | The Recovery     | 2:44 |
| 8.                 | The Alien Planet | 2:28 |
| 9.                 | The Shaft        | 3:57 |
| 10.                | End Title        | 3:02 |
| Totale duur: 34:57 |                  |      |

### Uitgebreide uitgave (Intrada Records, 2007)
Disc 1
1. "Main Title" (4:12)
2. "Hyper Sleep" (2:46)
3. "The Landing" (4:31)
4. "The Terrain" (2:21)
5. "The Craft" (1:00)
6. "The Passage" (1:49)
7. "The Skeleton" (2:30)
8. "A New Face" (2:35)
9. "Hanging On" (3:39)
10. "The Lab" (1:05)
11. "Drop Out" (0:57)
12. "Nothing To Say" (1:52)
13. "Cat Nip" (1:01)
14. "Here Kitty" (2:08)
15. "The Shaft" (4:31)
16. "It's A Droid" (3:28)
17. "Parker's Death" (1:51)
18. "The Eggs" (2:24)
19. "Sleepy Alien" (1:04)
20. "To Sleep" (1:56)
21. "The Cupboard" (3:05)
22. "Out The Door" (3:13)
23. "End Title" (3:09)
24. "Main Title" (Rescored Alternate) (4:11)
25. "Hyper Sleep" (Rescored Alternate) (2:45)
26. "The Terrain" (Rescored Alternate) (0:58)
27. "The Skeleton" (Rescored Alternate) (2:31)
28. "Hanging On" (Rescored Alternate) (3:08)
29. "The Cupboard" (Rescored Alternate) (3:12)
30. "Out The Door" (Rescored Alternate) (3:02)

Disc 2
1. "Main Title" (3:37)
2. "The Face Hugger" (2:36)
3. "Breakaway" (3:03)
4. "Acid Test" (4:40)
5. "The Landing" (4:31)
6. "The Droid" (4:44)
7. "The Recovery" (2:50)
8. "The Alien Planet" (2:30)
9. "The Shaft" (4:01)
10. "End Title" (3:09)
11. "Main Title" (film version) (bonus) (3:44)
12. "The Skeleton" (alternate take) (bonus) (2:34)
13. "The Passage" (demonstration excerpt) (bonus) (1:54)
14. "Hanging On" (demonstration excerpt) (bonus) (1:08)
15. "Parker's Death" (demonstration excerpt) (bonus) (1:07)
16. "It's A Droid" (unused inserts) (bonus) (1:27)
17. "Eine Kleine Nachtmusik" (source) (bonus) (1:49)

Totale duur: 126:18

## Prijzen en nominaties
| Jaar | Prijs               | Categorie                                                                       | Genomineerde(n) | Uitslag     |
| ---- | ------------------- | ------------------------------------------------------------------------------- | --------------- | ----------- |
| 1980 | BAFTA Awards        | Best Film Music                                                                 | Jerry Goldsmith | Genomineerd |
| 1980 | Golden Globe Awards | Best Original Score – Motion Picture                                            | Jerry Goldsmith | Genomineerd |
| 1980 | Grammy Awards       | Best Album of Original Score Written for a Motion Picture or Television Special | Jerry Goldsmith | Genomineerd |